# 凱迪拉克Escala
Escala 為凱迪拉克為2016年所推出的概念車，並且作為後續凱迪拉克車款的設計依據。

## 概述
Escala 於2016年的圓石灘車展上首次亮相。它是通用汽車自2007年概念計畫以來發布的第三台概念車，也是最後一款，在此之前是Ciel和Elmiraj，而 Escala 更是未來凱迪拉克的設計語彙。
Escala首次於2016年8月15日所發布的預告片出現。其名字為西班牙文中的「規模」。意旨Escala 比相同平台的 CT6 尺寸更長。 2016年8月18日，凱迪拉克總裁約翰·德·尼申（Johan de Nysschen）、通用汽車全球設計副總裁邁克爾·西姆科（Michael Simcoe）和凱迪拉克全球設計執行董事安德魯·史密斯（Andrew Smith）以及其他幾位高層皆出席了頒獎典禮。
雖然Escala為概念車，但其外型與完整度非常高，一直有傳聞將會變成市售車款，可能取名為 CT8，並與BMW 7系、賓士S級、凌志LS、奧迪A8為對手。但一直沒有消息，de Nysschen在一份新聞稿中說道 :「我們有增加產品計劃的可能」，不過最終還是要看大型豪華房車的市場趨勢。不過值得期待的是，凱迪拉克後續車款不論外型、科技等方面皆會以Escala為基礎，如第五代Escalade的儀錶台、CT4、CT5的外型皆是如此。

## 介紹

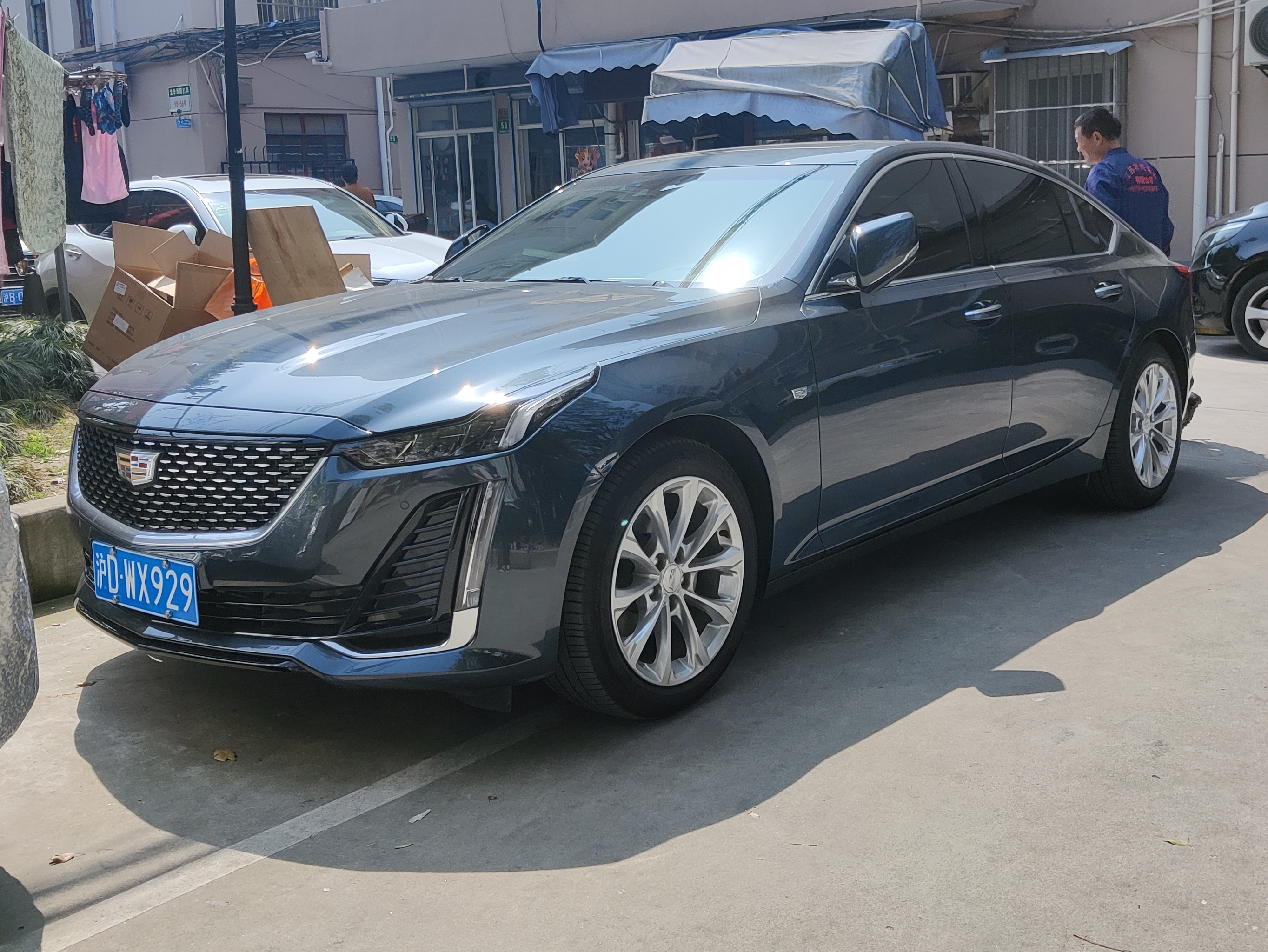
2021 凱迪拉克CT5

### 外觀
首先，車身漆面採用九層珠光黑褐色「Gaia」飾面，並根據凱迪拉克自2000年來依循的「藝術與科學」 設計語彙進行更現代化的調整，包括大燈從以往星瀑式直列大燈改為水平橫向，是自2004年Seville停產以來第一款水平大燈設計的車款。車側兩側則有OLED日形燈條從上至下貫穿，整體看起來更加低調且和諧，現今已能在CT4、CT5、Escalade、XT6等車款看到此一設計。

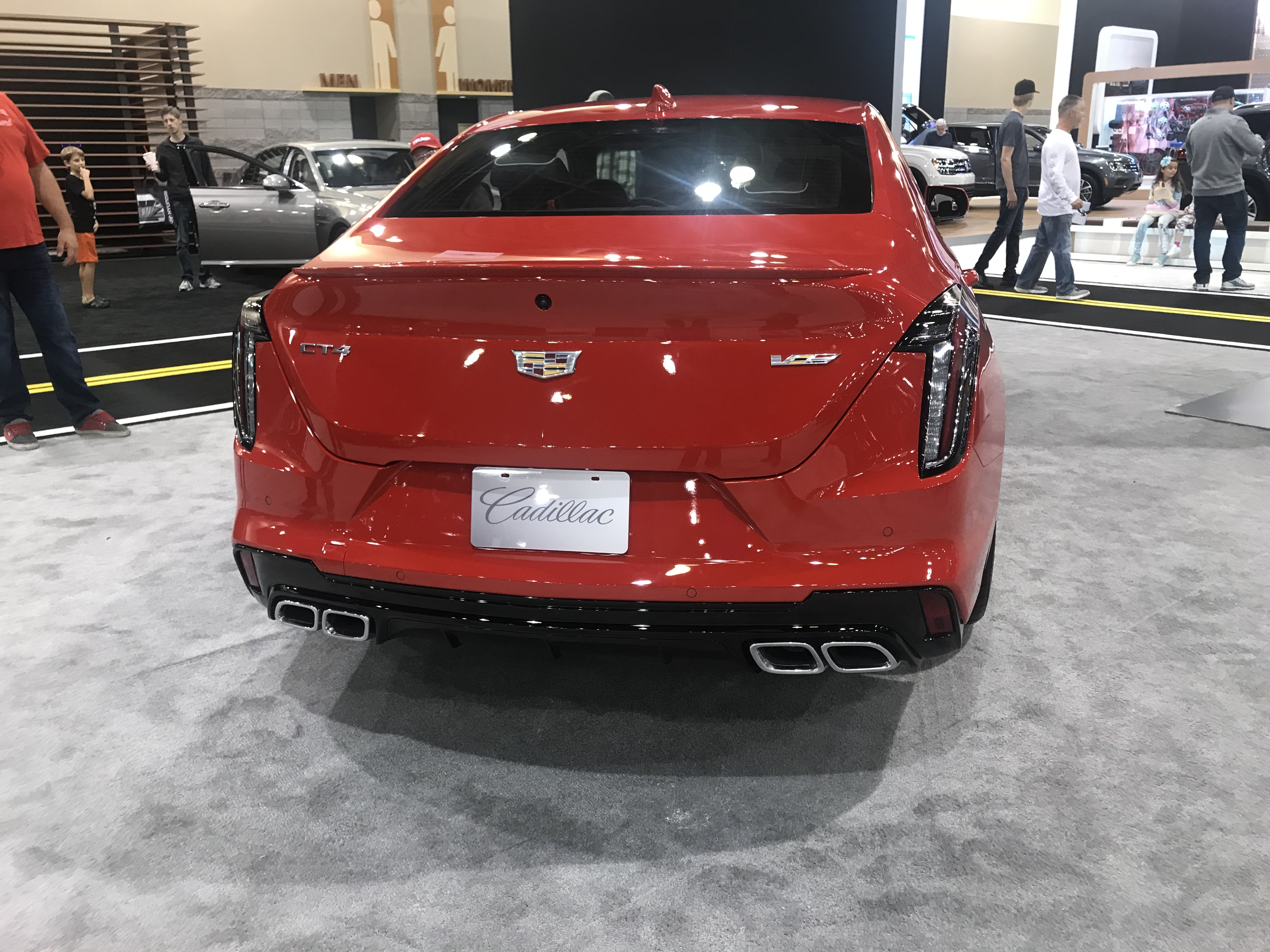
2020 凱迪拉克CT4

除了正面，尾部C柱部分採傾斜式溜背設計，使外觀更具運動性，後端有一個升降式尾門。當行李箱打開時，底版也會跟著抬升，使行李更容易拿取。且C柱上有霍夫邁斯特扭結（Hofmeister-Knick）設計，宣稱是向1940年代後期的凱迪拉克雙門轎跑車致敬。尾燈也重新設計，鋁圈則為22吋的雙層輻式，搭配與米其林共同開發的輪胎。

### 內裝
內裝為手工打造，採「雙重個性」設計，同時兼具駕駛員的輔助科技操作與乘客的舒適性。儀表檯由三星開發的超大三層曲面式OLED螢幕橫跨整個座艙，後排乘客也有位於頭枕後方的小螢幕可使用。車頂為全景式玻璃天窗、沒有B柱。大部分內裝皆使用類似設計師西裝中會使用的皮革材質，與編織的白色羊毛形成對比。另外中船上控制車機影音系統的旋鈕用了1930年代凱迪拉克知名象徵-飛行女神，距離上次凱迪拉克車款出現飛行女神已60多年了。

### 動力
Escala搭載凱迪拉克獨有的4.2升V8 雙渦輪增壓雙頂置凸輪軸引擎，可產生500匹馬力，後來實際作為CT6的引擎配置。該引擎使用通用汽車的新式主動休缸系統，允許引擎必要時僅使用四個氣缸，以提高燃油效率。

## 外部連結
- 官方网站